# 石板岩镇
石板岩镇，原为石板岩乡，是中华人民共和国河南省安陽市林州市下辖的一个乡镇级行政单位。2014年，原石板岩乡撤乡设镇。

## 行政区划
石板岩镇下辖以下地区：
石板岩村、东脑坪村、三亩地村、贤麻沟村、高家台村、东脑村、朝阳村、桃花洞村、上坪村、郭家庄村、马安脑村、西乡坪村、漏子头村、车佛沟村、大脑村、韩家洼村和梨元坪村。

## 中国传统村落
2013年8月，朝阳村、漏子头村被评为第二批中国传统村落。